# Ваза з восьминогом

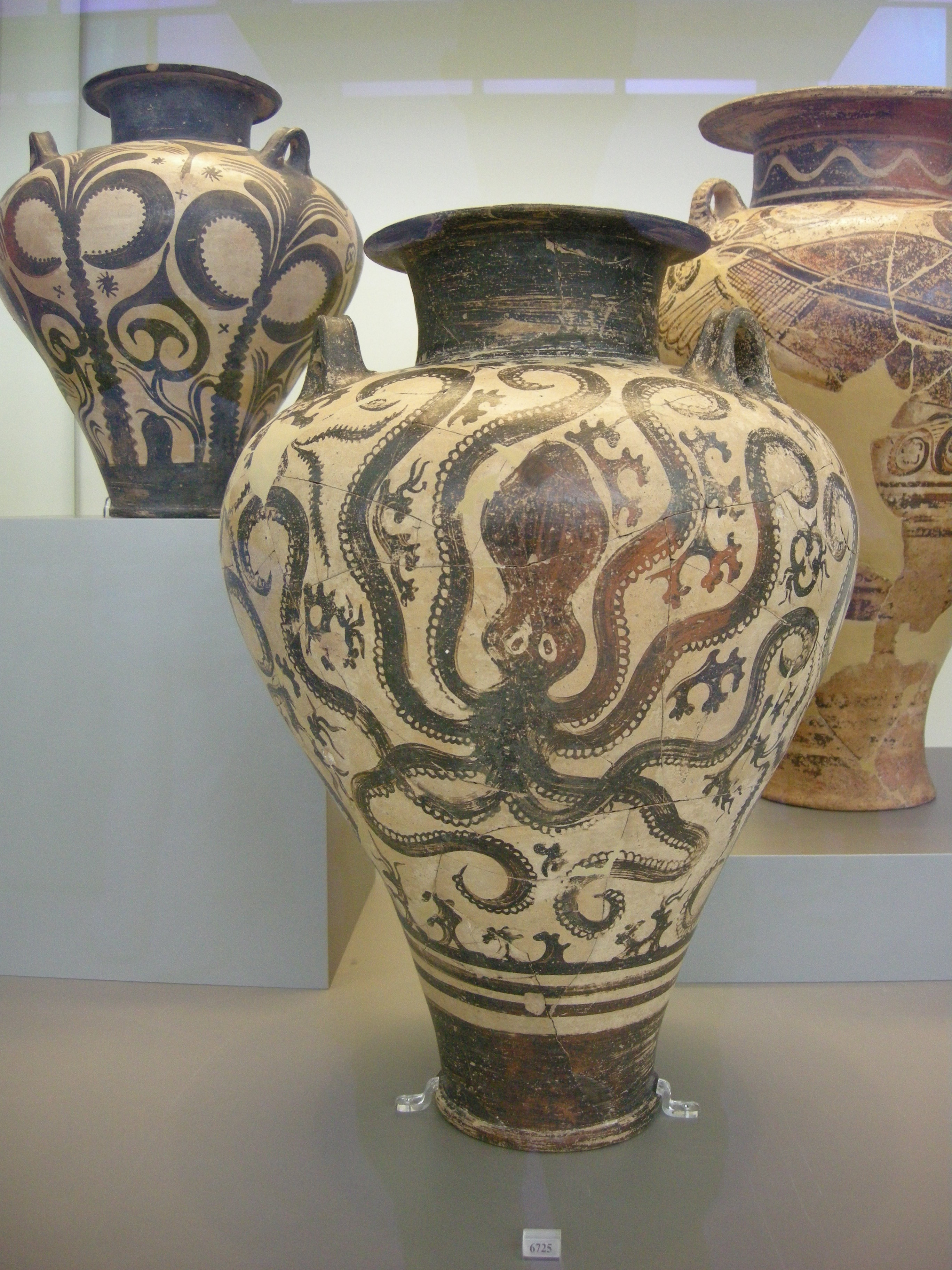
Мікенська Греція. Вази XV ст до н.е. з Археологічного музею, Афіни

«Ваза з восьминогом» (англ. Vase with Octopus) — керамічна ваза з острову Крит, знайдена у Гурнії. Один з найдавніших зразків художньої кераміки, що вдало повернутий в культуру Європи і світу клопотаннями археологів і реставраторів.

## Віднайдення
Витвори художньої кераміки з'явились давно. Археологічні розкопки на острові Крит здивували вчених і прихильників мистецтва. Бо тоді були віднайдені зразки художньої кераміки надзвичайно високих мистецьких якостей тритисячолітньої давнини.
Якщо попередні зразки кераміки Середземномор'я (горщики, вази) 3000 до н.е. мають прості геометричні узори, то розписи пізніше ускладнюються і наближаються до реальності. Вже у 1700 роках до н.е. з'являються вази різні за формою і великими рослинними малюнками. По місцю знахідки в печері Камарес цю назву отримала і віднайдена кераміка. Гнучка, приємна за силуетом форма тих ваз прикрашена таким своєрідним орнаментом, що здається сміливим витровом художника-модерніста XX століття. 
Навіть схематичне зображення квітів дало змогу дослідникам розрізнити тюльпан, дикі лілеї,плющ. Ускладнилось навіть використання фарб. Особливо цікавою була ваза з білою лілеєю на фіолетовому тлі. Адже такі фарби треба було вміти приготувати. На честь ремісників слід сказати добрі слова, бо з часом фарби мало збрякли.
Наближеність до Середземного моря і рибальський промисел познайомили майстрів з мешканцями моря і морського дна. Вони теж переходять в розписи на вазах. XVI–XV століттями датують появу ваз з розписами, де є різноманітні риби, морські мушлі, морські зірки.
Є зразок розпису, де в рибальські тенета потрапили дельфіни, морські улюбленці стародавніх греків.

## Ваза з восьминогом
Серед знахідок цього періоду були і уламки гарбузоподібної вази в містечку Гурнія.
Нестача деяких черепків не стала на заваді до відтворення первісної форми. Чисто вимита і склеєна ваза вразила зображенням восьминога серед коралів і водоростей. Вона увійшла у всі енциклопедії з мистецтва під назвою «Ваза з восьминогом» і вважається шедевром кераміки Стародавньої Греції (Археологічний музей Іракліону).
Про популярність вази з восьминогом свідчить і ваза, віднайдена в Палекастро. Нестача деяких черепків не стала в заваді до відтворення первісної форми. Чисто вимита і склеєна ваза вразила зображенням восьминога серед коралів і водоростей. Там майже такий же мешканець морів, але на вазі кулеподібної форми. Можливо, ці керамічні вироби вийшли з однієї майстерні і розпис зробив один і той же майстер. В нетрях інтернету вдалося відшукати лише другу вазу з восьминогом.